# 以心伝心しよう
「以心伝心しよう」（いしんでんしんしよう）は、大城光恵の楽曲。1993年7月1日にシングルとして発売された。作詞、作曲、歌唱いずれも宮崎県在住のシンガーソングライターである大城が担当している。

## 来歴
もともとは大城の地元の民放FM局、FM宮崎（JFN系列）のセイフティドライバー・キャンペーンのために製作された楽曲だった。ところが、楽曲がオンエアされると同時に、たくさんのリクエストがFM宮崎に届くようになり、ついには同局でのリクエスト第1位を占めるまでになった。この動きがNHK側の知るところとなり、同局の歌番組『みんなのうた』に採用されることになった。この番組でNHK以外のいわゆる民間放送出自の楽曲が放送されることはほとんど例がなく、きわめて異例の扱いである。なお、歌詞についてはFM宮崎版と『みんなのうた』版で一部異なるところがあり、楽曲の編曲は双方で全く異なり、後にシングルとしてリリースされた｢みんなのうた｣版では新たに編曲されたものとなっている。また「みんなのうた」の放送では、番組放送時間の都合上、一番の部分がカットされて放映されていた。
1994年に、この楽曲は関西／中国／九州セルラーのテレビCMソングにも起用されたが、これも『みんなのうた』の楽曲としては、比較的珍しい。
『みんなのうた』1990年代を代表する作品の一つとして、放送当時から評価が高い。初放送から4ヶ月後の1993年10月には再放送されているが、当時の「4ヶ月後の再放送」は、特に反響が大きかった作品への特別な対応だった。また、2011年に企画された一連の『みんなのうた』放送開始50周年記念番組では、元日放送の『愛されて50年 みんなのうた』、7月放送の『熱中スタジアム』、9月放送の『みんなのうた フェスティバル』の3番組全てに登場した。

## アニメーションについて
『みんなのうた』における映像（アニメーション）は、古川タクが担当した。背景となる色画用紙上の左右にメモ用紙を2組配置し、それぞれにパラパラアニメの要領で線画による動画を描いている。独立した左右2つのアニメが連携することで「以心伝心」を表現するという構成。このアニメーションも高い評価を受け、1994年8月に開催された、第5回広島国際アニメーションフェスティバルのカテゴリーC（子ども向け作品部門）で第1位を獲得した。
なお、上述の『愛されて50年 みんなのうた』内では、古川自身が当時の製作風景を再現した他、『熱中スタジアム』では、ゲストの道原しょう子が、広島国際アニメーションフェスティバルでの審査の様子を紹介している。

## 収録曲
1. 以心伝心しよう
作詞・作曲：大城光恵、編曲：磯谷健
2. ひまわり
作詞・作曲：大城光恵、編曲：佐藤栄介
JR九州「サッポロビヤトレイン」テレビCMソング

## カバー
以心伝心しよう
- 上谷麻紀（日本コロムビア版カバー音源。初出は1994年2月21日発売の『NHKみんなのうた』）
- 音無小鳥（滝田樹里）（2012年発売『THE IDOLM@STER ANIM@TION MASTER 生っすかSPECIAL 05』収録）